# Atomaria ornata
Atomaria ornata är en skalbaggsart som beskrevs av Oswald Heer 1841. Atomaria ornata ingår i släktet Atomaria, och familjen fuktbaggar. Arten är reproducerande i Sverige.